# موخا إل رابو
صخرة موخا إل رابو (بالإسبانية: Peñón de Moja el Rabo) جزيرة إسبانية تقع في بحر كانتابريا، هي تابعة لمنطقة كانتابريا شمال إسبانيا.
تبلغ مساحة صخرة موخا إل رابو 0,004 كم².